# Westland WAH-64 Apache
El WAH-64 Apache es una versión del helicóptero de ataque AH-64D Apache Longbow fabricada por Westland en el Reino Unido bajo licencia de la estadounidense Boeing Integrated Defense Systems. Se han fabricado 67 WAH-64, todos para el Ejército Británico, los primeros 8 helicópteros WAH-64 fueron fabricados por Boeing y los 59 restantes fueron ensamblados por Westland en Yeovil a partir de kits suministrados por Boeing. Los cambios con respecto al AH-64D incluyen los motores Rolls-Royce y un mecanismo de palas plegables que le permiten operar desde buques. El WAH-64 es designado Apache AH Mk 1 o AH1 por el Ministerio de Defensa Británico.

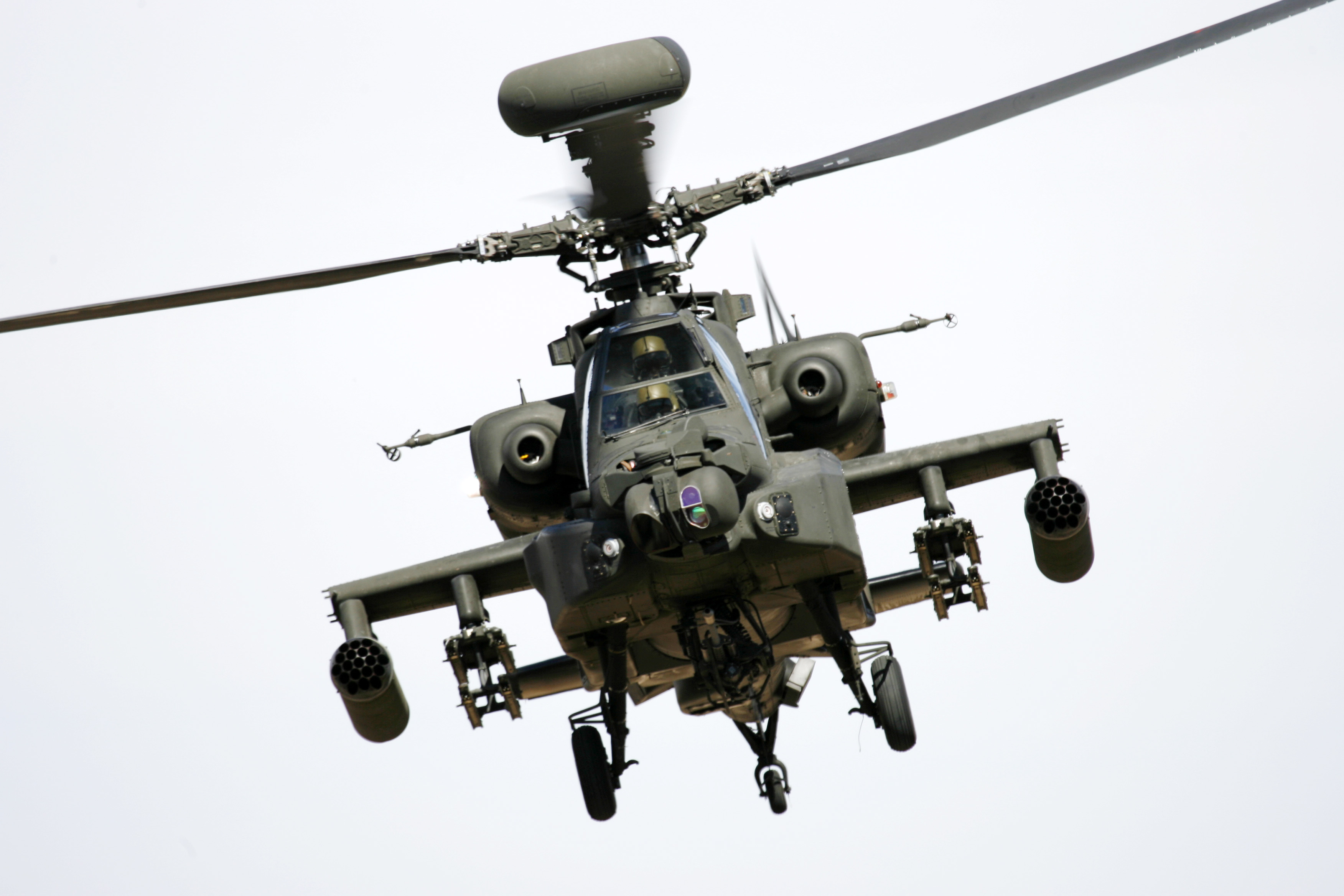
Un Westland Apache WAH-64D Longbow.

## Adquisición
El Ejército Británico tiene 67 helicópteros Westland WAH-64D Apache Longbow. El Ministerio de Defensa Británico ha encargado la fabricación de 67 helicópteros WAH-64 Apache con radares de control de fuego Longbow y motores Rolls-Royce Turbomeca RTM 322; el contratista principal es GKN Westland Helicopters. Como subcontrata de GKN Westland, Boeing comenzó la fabricación de los primeros 8 helicópteros en abril de 1998, después hizo un ensamblado parcial de los 59 restantes, todo ello en la fábrica de Mesa, Arizona. El ensamblado final, los test de vuelo, las entregas y el soporte de los WAH-64 es el trabajo realizado por GKN Westland en la fábrica de Yeovil, Inglaterra. Boeing finalizó el primer WAH-64D Apache Longbow de producción el 28 de agosto de 1998, este fue entregado a GKN Westland, y después de un extenso programa de pruebas y evaluación fue entregado al Ministerio de Defensa Británico en marzo del año 2000. El último de los 67 WAH-64 fue entregado al Ejército Británico en julio de 2004.

## Componentes

### Electrónica
| Sistema      | País | Fabricante | Notas         |
| ------------ | ---- | ---------- | ------------- |
| Red de datos |      |            | MIL-STD-1553B |

### Armamento

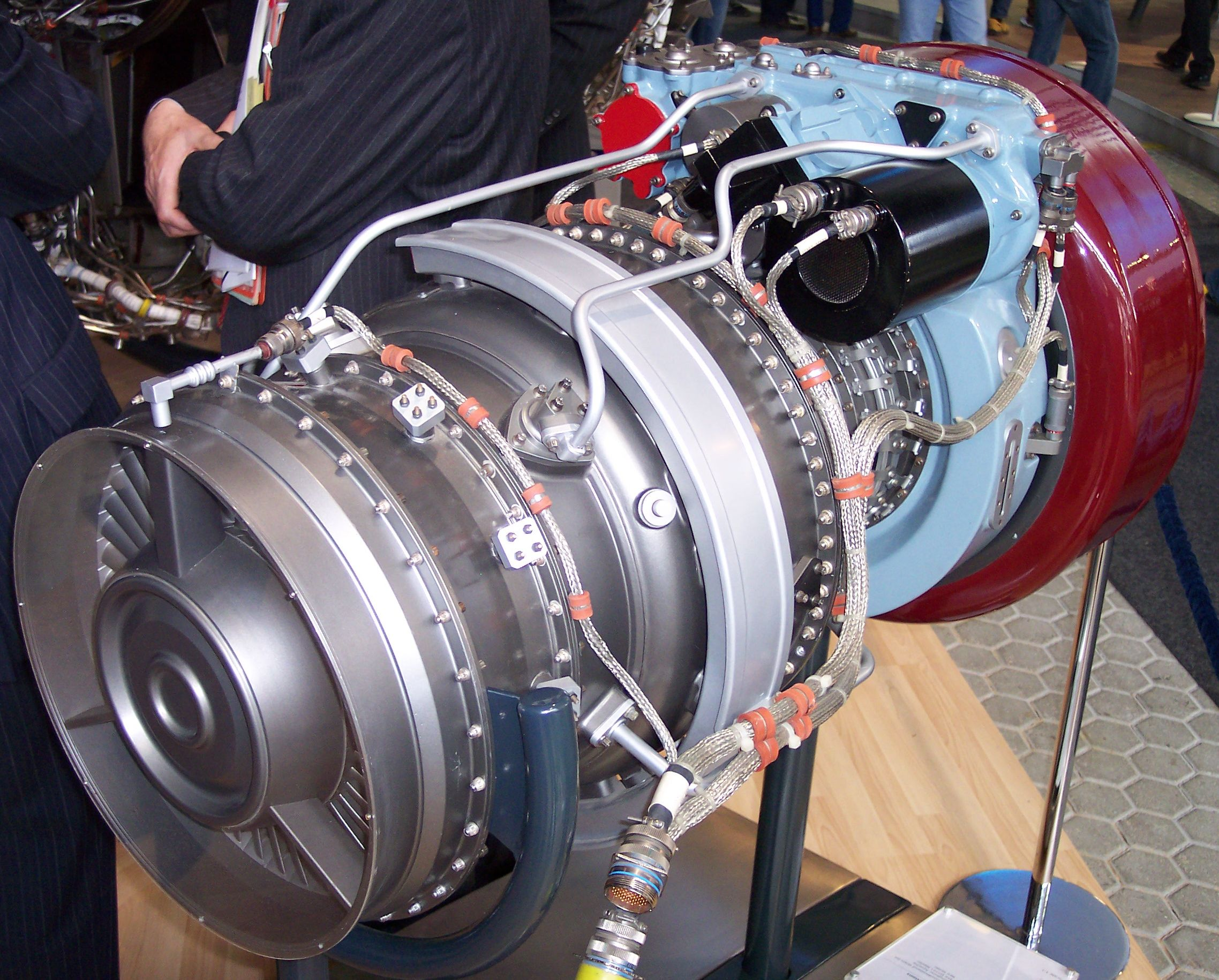
RTM322

| Sistema                           | País           | Fabricante        | Notas             |
| --------------------------------- | -------------- | ----------------- | ----------------- |
| Cañón                             | Estados Unidos | General Dynamics  | 1 × M230 de 30 mm |
| Cohete aire-tierra CRV7 de 70 mm  | Canadá         | Bristol Aerospace |                   |
| Misil antitanque AGM-114 Hellfire | Estados Unidos | Lockheed Martin   |                   |

### Propulsión
| Sistema | País                | Fabricante            | Notas      |
| ------- | ------------------- | --------------------- | ---------- |
| Motor   | Francia Reino Unido | Rolls-Royce Turbomeca | 2 × RTM322 |

## Historia operacional
El Westland AH-64 Apache reemplaza al Westland Lynx como helicóptero de ataque táctico del Ejército Británico. En el año 2006, los WAH-64 fueron desplegados en Afganistán como parte de la ISAF. Los WAH-64 Apaches británicos usaron el Radar de Control de Fuego Longbow sobre el terreno afgano y sus operadores han declarado que resulta extremadamente útil cuando se comparte el espacio aéreo con otras aeronaves durante maniobras tácticas.

### Desarrollos relacionados
- Boeing AH-64 Apache

### Aeronaves similares
- Bell AH-1Z Viper
- Bell AH-1 SuperCobra
- Agusta A129 Mangusta
- Eurocopter Tiger
- Mil Mi-24 Hind
- Mil Mi-28 Havoc
- Kamov Ka-50 Black Shark / Kamov Ka-52 Alligator
- CAIC WZ-10
- Kawasaki OH-1 Ninja
- HAL LCH
- Denel AH-2 Rooivalk